# Залізо-манганові конкреції

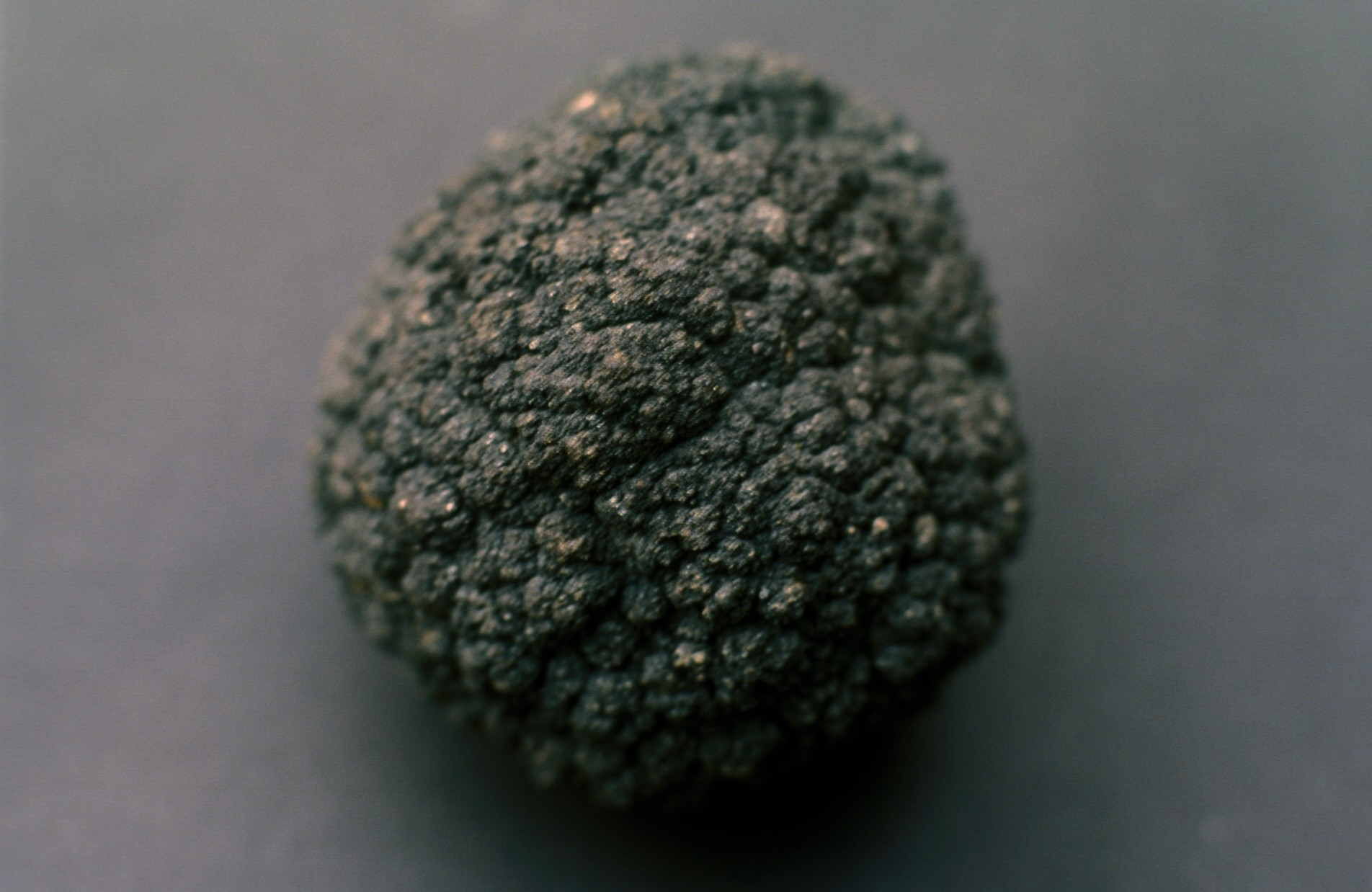
Залізо-манганова конкреція (Manganknolle)

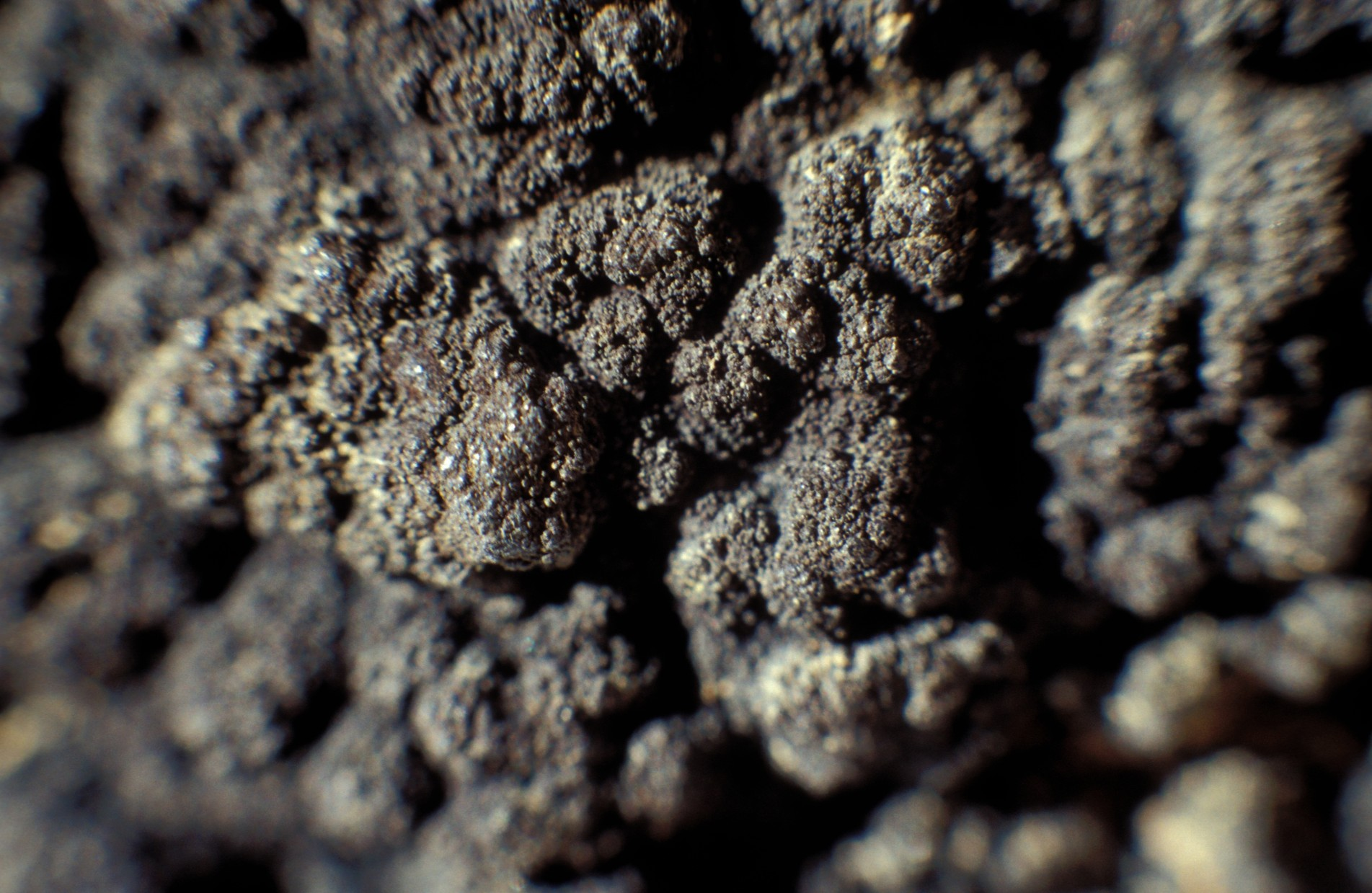
Жовна залізо-манганових конкрецій

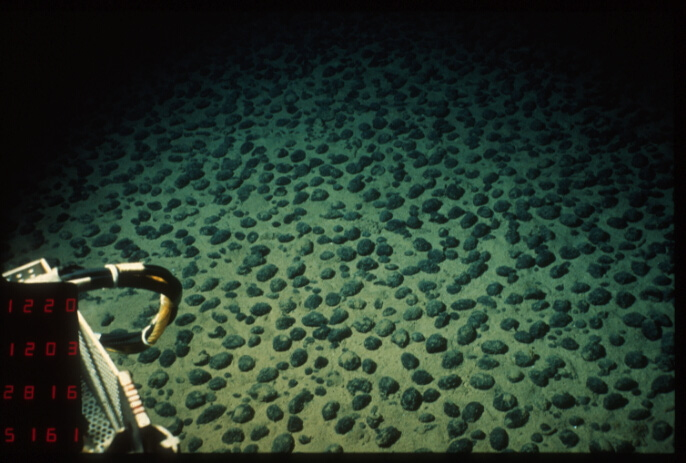
Залізо-манганові конкреції на дні океану

Залі́зо-манга́нові конкре́ції — аутигенні мінеральні структури гідрооксидів заліза та мангану з включенням інших елементів на дні озер, морів і океанів. Найпоширеніші в пелагічних районах Світового океану.

## Історія
Про існування марганцевих конкрецій відомо з кінця 19 століття. Їх відкриття відбулося 18 лютого 1873 року під час експедиції судна «Челленджер», британської експедиції, яка принесла важливу інформацію про геологічний і зоологічний склад дна океану. Керівник експедиції Челленджера Чарльз Вайвілл Томсон описав основні елементи знахідок конкрецій у 1876 році наступним чином: «По всьому дну Тихого океану […] ми знаходимо червону глину, особливо в північній частині Тихого океану, де є велика глибина води. У червоній глині наскрізь є вузлики, які варіюються від розміру саго чи очеретянки до розміру дитячої голови чи апельсинового зернятка, що складається майже з чистого пероксиду марганцю. Вони зустрічаються у величезній кількості. Трал […] піднімає маси конкрецій, які дуже нагадують грудки мінералу, відомого як вад, майже всі з яких містять ядро всередині, риб'ячий зуб, або трохи губки, або якусь скам'янілість, яка утворює ядро, і навколо якого накопичився марганець».
Під час наступних експедицій, приблизно в 1878 році під час першого перетину Північного морського шляху, здійсненого Адольфом Еріком Норденшельдом (1832—1901) — шведський полярний дослідник, геолог, географ, історик, картограф — на кораблі «Вега», було видобуто й проаналізовано додаткові конкреції марганцю. Англійський натураліст і гідрограф Джон Меррей (1841—1914), який вважається засновником океанографії, і бельгійський геолог Альфонс-Франсуа Ренар (1842—1903) описали властивості марганцевих конкрецій, знайдених під час експедиції Челленджера, у 1891 р.. Однак велика кількість зразків рослин і тварин, знайдених під час експедиції, привернула більше уваги, ніж конкреції марганцю. З іншого боку, марганцеві конкреції залишалися недослідженими як промисловий об'єкт протягом майже століття.
Більш інтенсивні дослідження марганцевих конкрецій почалися в середині 20 століття. Дискусії про економічну експлуатацію марганцевих конкрецій почалися в 1960-х роках після того, як Джон Л. Меро завершив свою докторську дисертацію на цю тему, вперше опубліковану в журналі «Економічна геологія», а пізніше опубліковану в книзі під назвою «Мінеральні ресурси моря».
У результаті почалася фаза інтенсивного дослідження видобутку морського дна. Сполучені Штати, Німеччина, Франція та Радянський Союз фінансували понад 200 експедицій. У 1977 році консорціум найняв Hughes Glomar Explorer для дослідження та видобутку марганцевих конкрецій. Між лютим і травнем 1978 року міжнародний консорціум Ocean Management Inc. (OMI), до якого входила німецька «Arbeitsgemeinschaft Meerestechnisch winbare Rohstoffe» (AMR), серед інших, видобув кілька сотень тонн марганцевих конкрецій з глибини понад 5000 м в центральній частині Тихого океану під час підготовки техніко-економічного обґрунтування
У період між 1960 і 1984 роками різні консорціуми інвестували приблизно 650 мільйонів доларів США (еквівалент приблизно 1,8 мільярда доларів США у 2021 році) у дослідження видобутку морського дна. Однак початкові оцінки прибутковості виявилися нереалістичними. Це неправильне судження в поєднанні з падінням цін на метал означало, що спроби видобутку марганцевих конкрецій були в основному припинені до 1982 року.
На додаток до розвідки та видобутку корисних копалин морського дна, у 1970-х роках також почалася розробка металургійних процесів для обробки марганцевих конкрецій. Такі компанії, як Kennecott Copper Corporation, Metallurgie Hoboken-Overpelt (MHO) і International Nickel Company (INCO), розробили різні гідро- та пірометалургійні процеси для відновлення таких металів, як мідь, нікель, кобальт і марганець.
У 2006 році Німеччина орендувала німецьку зону дослідження ресурсів площею 75 000 квадратних кілометрів у Тихому океані в зоні Кларіон-Кліппертон. Окрім Німеччини, ліцензії на розвідку та видобуток марганцевих конкрецій придбали Китай, Індія, Японія, Корея, Франція, Росія та східноєвропейський консорціум. У Німеччині «DeepSea Mining Alliance» (DSMA), заснований у 2014 році, координує німецьку промислову діяльність, пов'язану з розвідкою та видобутком глибоководних корисних копалин.
З 2011 року ряд комерційних компаній отримали контракти на розвідку. До них належать дочірні компанії великих компаній, таких як Lockheed Martin, DEME (Global Sea Mineral Resources, GSR), Keppel Corporation і China Minmetals, а також менших компаній, таких як Nauru Ocean Resources і Tonga Offshore Mining.
У липні 2021 року Науру оголосила про план розробки конкрецій, який вимагає від Міжнародного органу морського дна, який регулює видобуток корисних копалин у міжнародних водах, завершити розробку правил видобутку корисних копалин до липня 2023 року.

## Характеристика
Глибоководні залізо-манганові конкреції залягають переважно на поверхні дна або у верх. шарах четвертинних осадів у вигляді моношару, збігаючись з ареалами гранично низьких швидкостей осадонакопичення. Продуктивність вимірюється від 1 кг/м² до 50-70 кг/м². При високих концентраціях утворюють характерні «бруківки». За морфологічними ознаками виділяються власне конкреції, брилові та плитоподібні утворення і кірки на поверхні порід. Конкреції мають еліпсо-, куле-, коржевидну, плитчасту, гроноподібну форму. Розміри залізо-манганових конкрецій коливаються від часток мм (мікроконкреції) до м, в сер. становлячи 3-4 см. Як правило, конкреція складається з ядра і рудної оболонки. Ядра — уламки різноманітних порід, органогенні залишки, мінеральні зерна. Твердість 1-4. Густина сухих залізо-манганових конкрецій 1,6-2,7. Мінерали заліза представлені гідрогематитом, гідроґетитом, гематитом, фероксигітом, лепідокрокітом, мінерали марганцю — вернадитом, тодорокітом, бернеситом, рансьєїтом, криптомеланом, браунітом, вудрафітом, піролюзитом, рамсделітом, неутитом. Серед глинистих мінералів переважають монтморилоніт і нонтроніт. Класичний матеріал містить уламки вулканічного скла, кварцу, польового шпату, апатиту тощо. Залізо-манганові конкреції містять: Mn — 16,02 %; Fe — 15,55 %, Si — 8,6 %, інші елементи в межах 2 і менше %. Залізо-манганові конкреції — перспективна рудна сировина.

## Поклади
Конкреції марганцю знаходяться в океанічних басейнах на глибинах приблизно від 3000 до 6000 метрів. Склад конкрецій марганцю, їх розмір і частота, з якою вони трапляються на морському дні, змінюються залежно від того, де вони були знайдені. Вони зустрічаються на дні всіх океанів, але комерційно цікавих районів залягання всього чотири. Ці райони розташовані в північно-центральній частині Тихого океану в зоні Кларіон-Кліппертон (CCZ), Центрально-Індійському басейні та в районі Островів Кука. У цих регіонах і в басейні Перу консорціуми досліджують наявність і потенціал для видобутку марганцевих конкрецій з 1970-х років. Родовища розташовані в міжнародних водах, за винятком родовищ на Островах Кука, які знаходяться у виключній економічній зоні островів. Інші знахідки конкрецій марганцю походять з Атлантичного океану, Південно-Китайського та Балтійського морів.
Зокрема, глибоководні морські марганцеві конкреції відкриті у районах розташованих на південному заході Гаваїв, у так званому «марганцевому поясі», який простягається від узбережжя Мексики до Гаваїв. Глибина води в районі становить від 4000 до 6000 м. Дно морського дна щільно покрито поліметалічними конкреціями. Конкреції зазвичай мають висоту від 3 до 8 дюймів. Окрім марганцю, вміст якого в середньому складає 25 %, глибоководні конкреції також містять приблизно 3 % міді, нікелю та кобальту.

## Екологія
Дуже мало відомо про глибоководні екосистеми або потенційний вплив глибоководного видобутку. Поліметалічні конкреційні поля є зосередженням великої кількості та різноманітності для дуже вразливої абісальної фауни, значна частина якої живе на конкреціях або в осадах безпосередньо під ними.
Видобуток конкрецій може вплинути на десятки тисяч квадратних кілометрів цих глибоководних екосистем, і екосистемам потрібні мільйони років, щоб відновитися. Це спричиняє зміну середовища існування, пряму загибель бентосних істот. Експериментальні дослідження 1990-х років частково дійшли висновку, що пробний видобуток корисних копалин у розумних масштабах, ймовірно, допоможе найкраще обмежити реальний вплив будь-якого комерційного видобутку.